# Phaethornis baroni
El ermitaño ecuatoriano o ermitaño de Baron (Phaethornis baroni), es una especie —o la subespecie Phaethornis longirostris baroni, dependiendo de la clasificación considerada— de ave apodiforme de la familia Trochilidae, perteneciente al numeroso género Phaethornis. Es nativo del noroeste de América del Sur.

## Distribución y hábitat
Se distribuye por la vertiente del Pacífico del oeste de Ecuador (desde el oeste de Esmeraldas hasta el sur de Loja) al noroeste de Perú (Tumbes, Piura).
Esta especie es considerada bastante común en sus hábitats naturales: el sotobosque y los bordes de selvas húmedas, crecimientos secundarios altos, y bosques nubosos. Desde el nivel del mar hasta altitudes de 400 m en Perú, y hasta los 1300 m en el oeste de Ecuador.

## Sistemática

### Descripción original
La especie P. baroni fue descrita por primera vez por el ornitólogo alemán Ernst Hartert en 1897 bajo el nombre científico Phaëthornis baroni; su localidad tipo es: « Naranjal, Río Pescado, Ecuador».

### Etimología
El nombre genérico masculino «Phaethornis» se compone de las palabras del griego «phaethōn» que significa ‘sol’ y «ornis» que significa ‘pájaro’; y el nombre de la especie «baroni», conmemora al ingeniero y recolector alemán en Ecuador y Perú Oscar Theodor Baron (1847–1926).

### Taxonomía
El presente taxón sigue siendo tratado como la subespecie P. longirostris baroni por la mayoría de las clasificaciones. Sin embargo, es separada de Phaethornis longirostris como especie plena por Aves del Mundo (HBW) y Birdlife International (BLI) con base en las diferencias morfológicos y de vocalización en el lek. Es monotípica.